# Hayabusa (treno)
Hayabusa (はやぶさ? letteralmente: falco pellegrino) è un treno ad alta velocità del Giappone in servizio sulla linea Tōhoku Shinkansen, che collega Tokyo e Aomori. Utilizza elettrotreni della Shinkansen Serie E5, che possono raggiungere i 320 km/h. Arriva a coprire il tragitto di 674,9 km da Tokyo ad Aomori in 2 ore e 59 minuti.

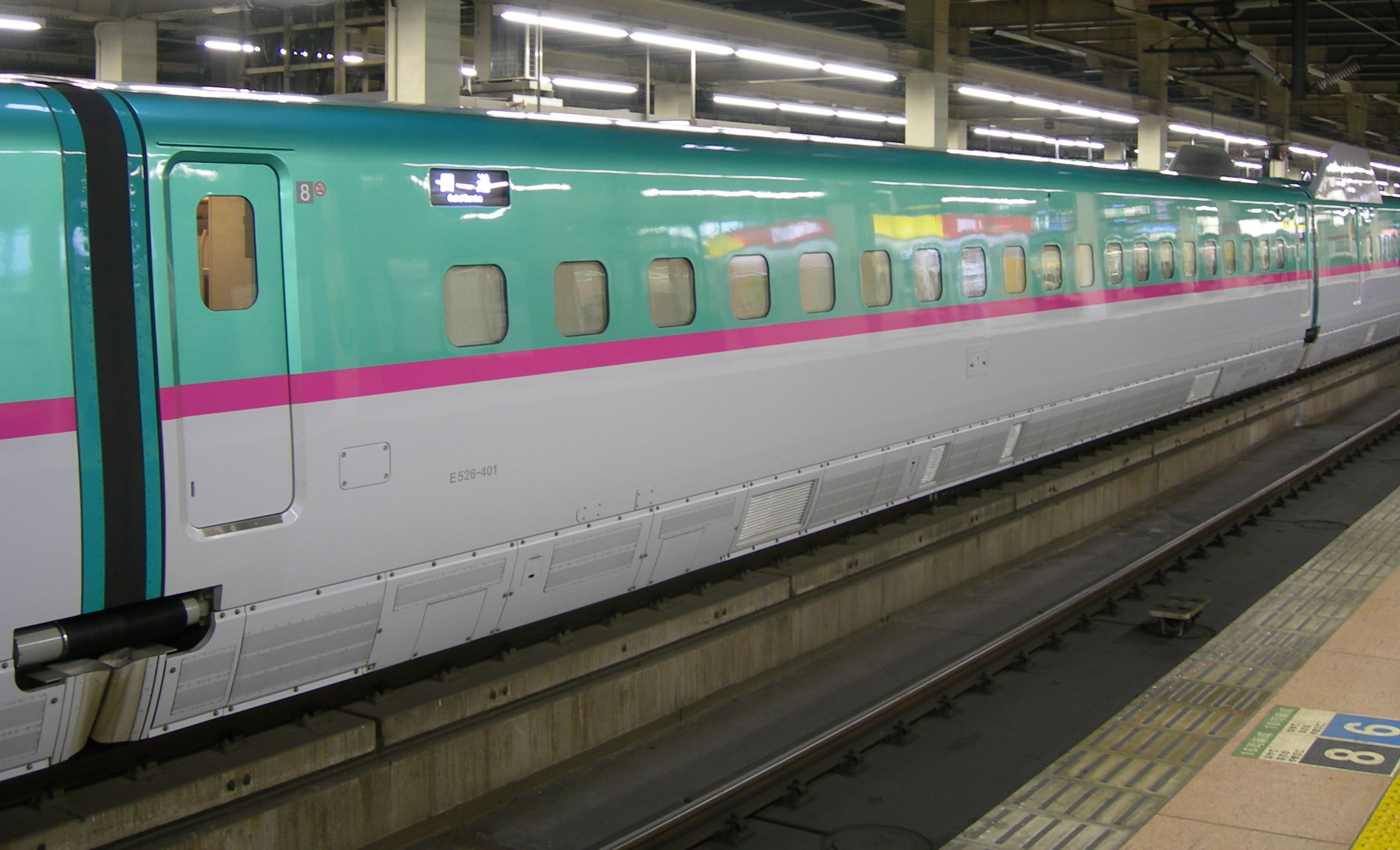
Vista laterale di una carrozza

Il nome del servizio era precedentemente utilizzato da un treno a lunga percorrenza cessato nel 2009, che collegava Tokyo con Kumamoto, città sull'isola di Kyūshū.

## Percorso (a marzo 2013)
| Stazione              | Giapponese   | Quartiere / Città / Prefettura | Distanza (km) (da Tōkyō) |
| --------------------- | ------------ | ------------------------------ | ------------------------ |
| Tōkyō                 | 東京         | Chiyoda, Tōkyō                 | 0,0                      |
| Ueno (B)              | 上野         | Taitō, Tōkyō                   | 3,6                      |
| Ōmiya                 | 大宮         | Ōmiya-ku, Saitama, Saitama     | 31,3                     |
| Sendai (A)            | 仙台         | Aoba-ku, Sendai, Miyagi        | 325,4                    |
| Morioka (C)           | 盛岡         | Morioka, Iwate                 | 496,5                    |
| Iwate-Numakunai (B)   | いわて沼宮内 | Iwate, Iwate                   | 527,6                    |
| Ninohe (B)            | 二戸         | Ninohe, Iwate                  | 562,2                    |
| Hachinohe (B)         | 八戸         | Hachinohe, Aomori              | 593,1                    |
| Shichinohe-Towada (B) | 七戸十和田   | Aomori, Aomori                 | 628,2                    |
| Shin-Aomori           | 新青森       | Aomori, Aomori                 | 674,9                    |

- Nota A: Due coppie di treni sono limitate a Sendai.
- Nota B: Stazione non servita da tutti i treni.
- Nota C: I treni in accoppiamento con il Super Komachi si uniscono/separano a Morioka.

## Orari di esercizio
I dati che seguono sono riferiti all'aggiornamento degli orari di marzo 2013.

### Primi treni alla mattina
Il primo servizio Hayabusa parte dalla stazione di Tōkyō alle 06:32 e raggiunge Shin-Aomori alle 09:47. Da quest'ultima il primo treno in direzione Tōkyō parte alle ore 06:17 e raggiunge la destinazione alle 09:23. Alle 06:36 parte da Sendai un treno che raggiunge Tōkyō alle 08:07.

### Ultimi treni alla sera
L'ultimo Hayabusa da Tōkyō verso Shin-Aomori parte alle 20:08 e termina la corsa alle 23:36, un altro parte da Tōkyō alle 21:36 e termina a Sendai alle 23:07. In direzione opposta, l'ultimo treno da Shin-Aomori a Tōkyō parte e arriva rispettivamente alle 19:36 e 23:04 e da Sendai a Tōkyō alle 21:26 e 23:04.

## Carrozze
Le carrozze sono disposte come nella seguente tabella, con la numero 1 in direzione di Tōkyō e la numero 10 (Gran Class) verso Shin-Aomori. La prenotazione è obbligatoria per tutte le carrozze, e in ognuna di esse è vietato fumare.
| Car No. | 1        | 2        | 3                 | 4        | 5                                             | 6        | 7        | 8        | 9                          | 10         |
| ------- | -------- | -------- | ----------------- | -------- | --------------------------------------------- | -------- | -------- | -------- | -------------------------- | ---------- |
| Classe  | Standard | Standard | Standard          | Standard | Standard                                      | Standard | Standard | Standard | Green car                  | Gran Class |
| Servizi |          |          | Telefono pubblico |          | Telefono pubblico/ Spazio per sedie a rotelle |          |          |          | Spazio per sedie a rotelle |            |

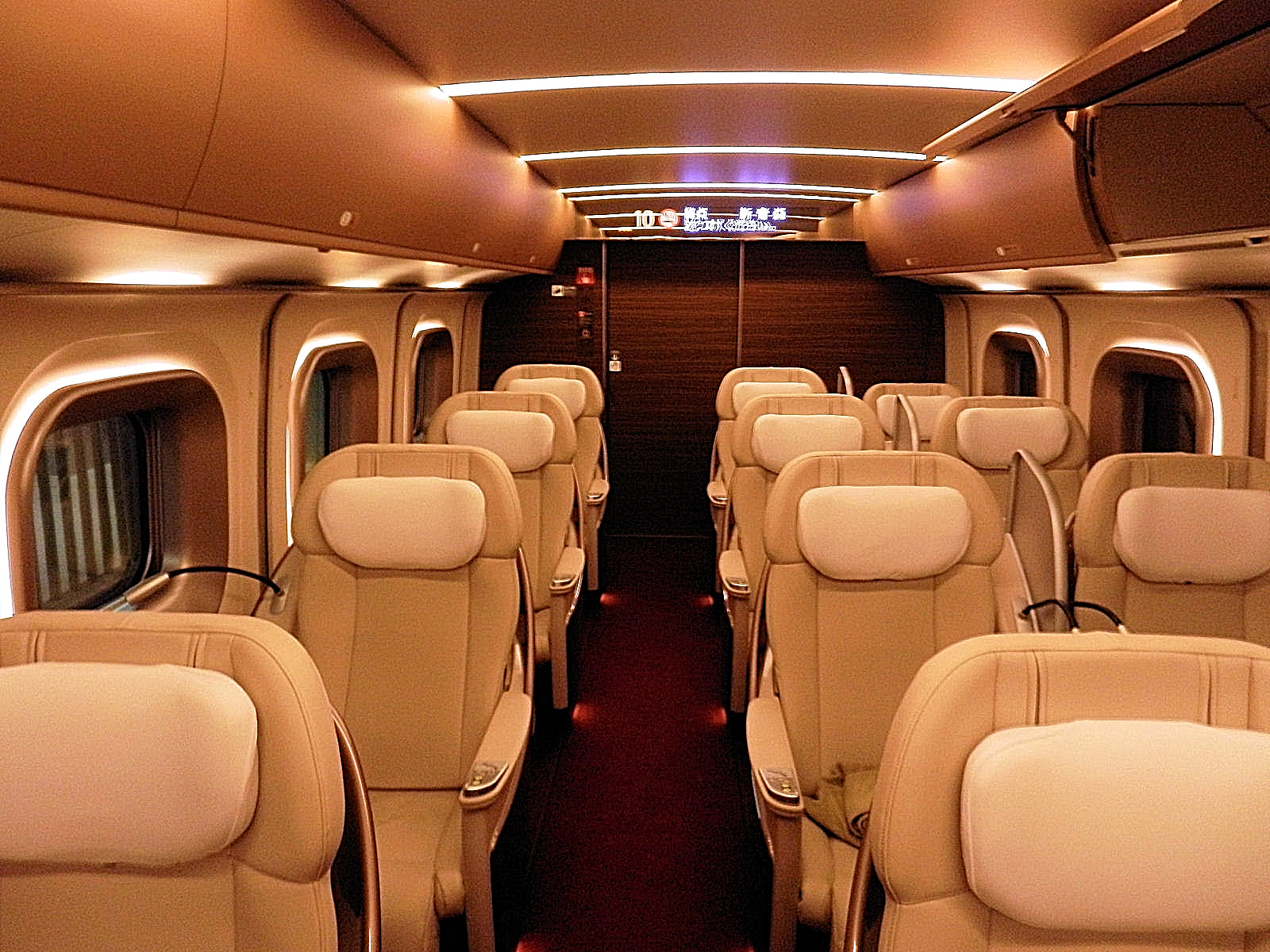
Gran Class
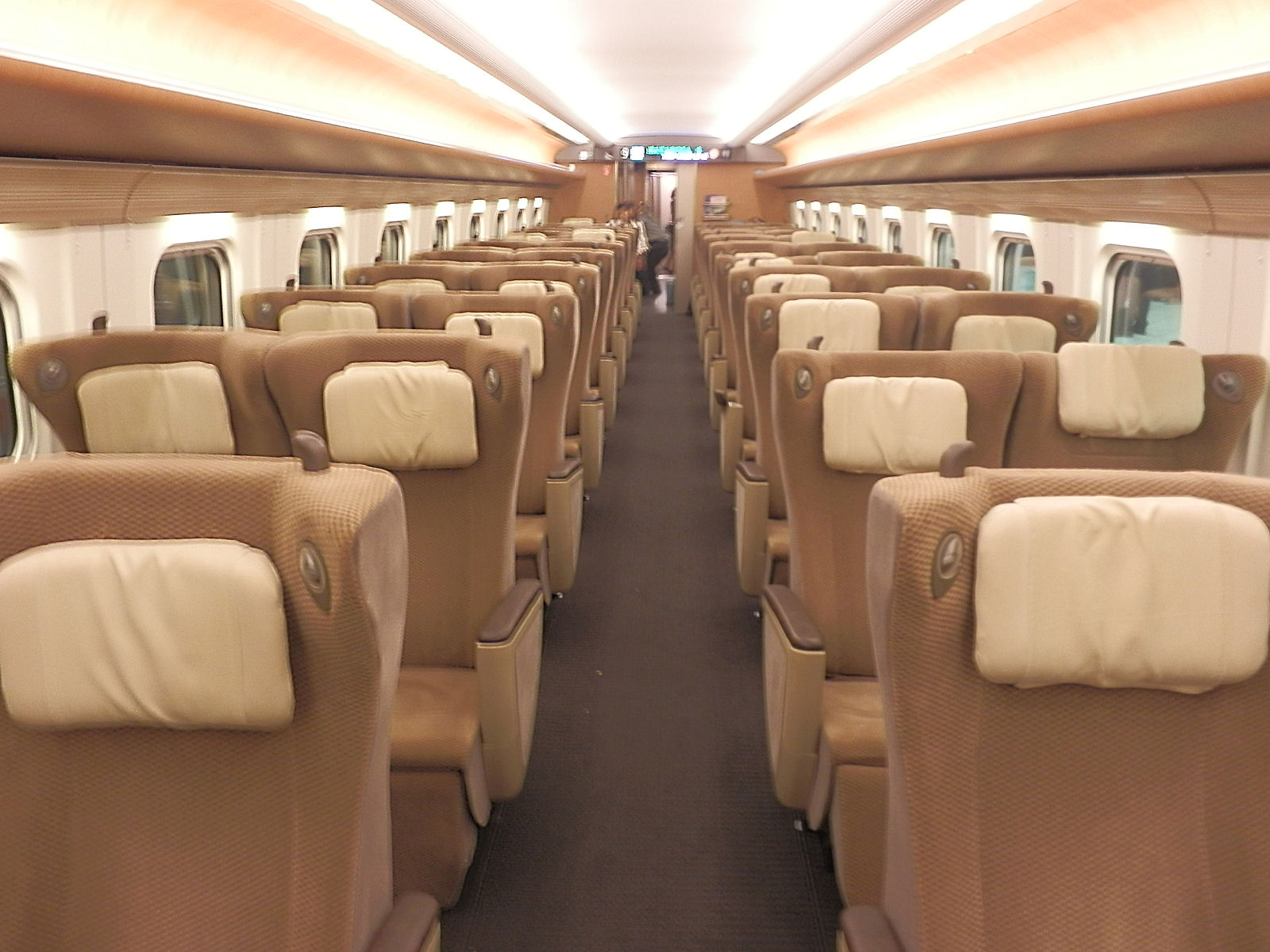
Green car
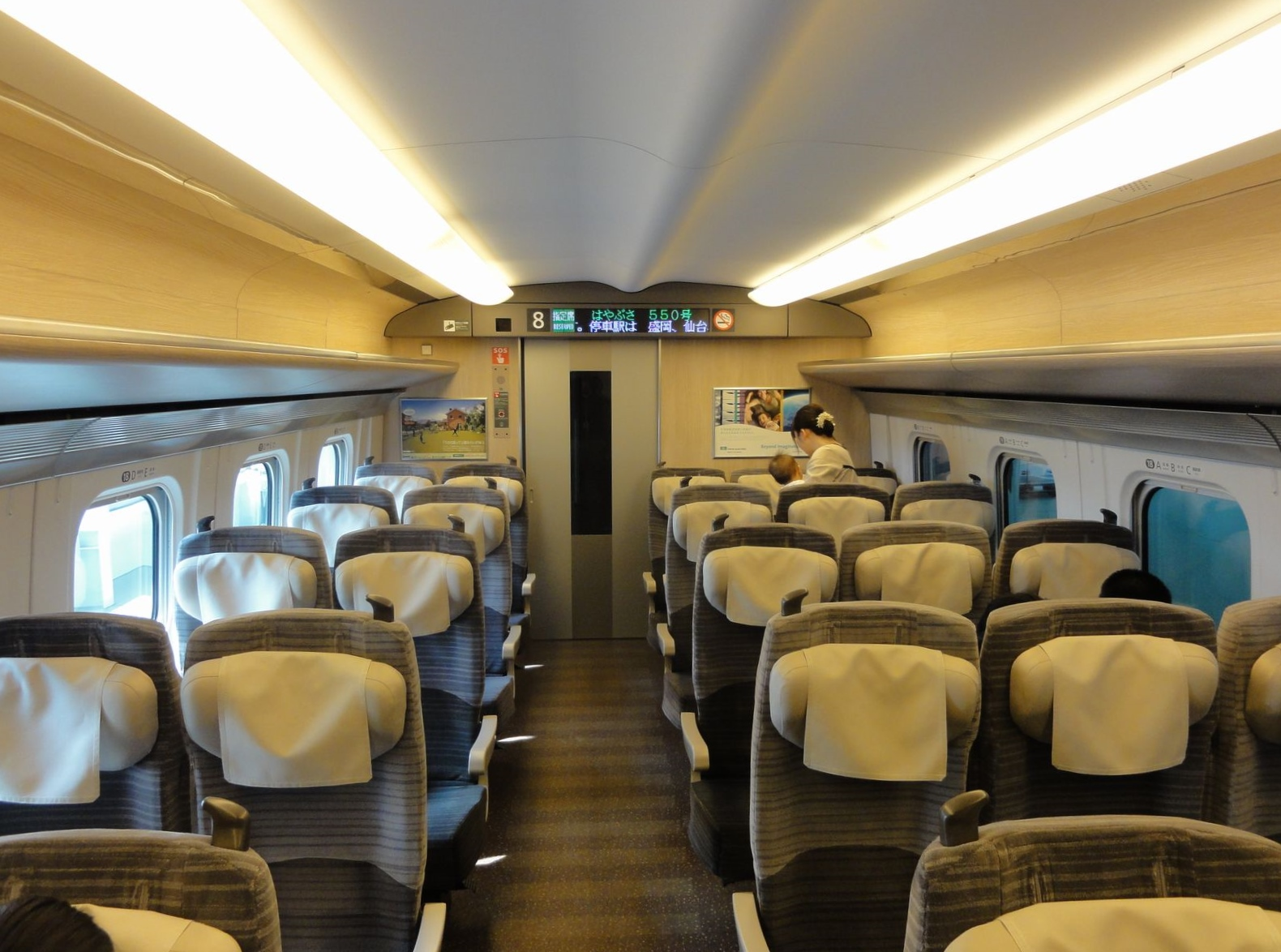
Carrozza ordinaria
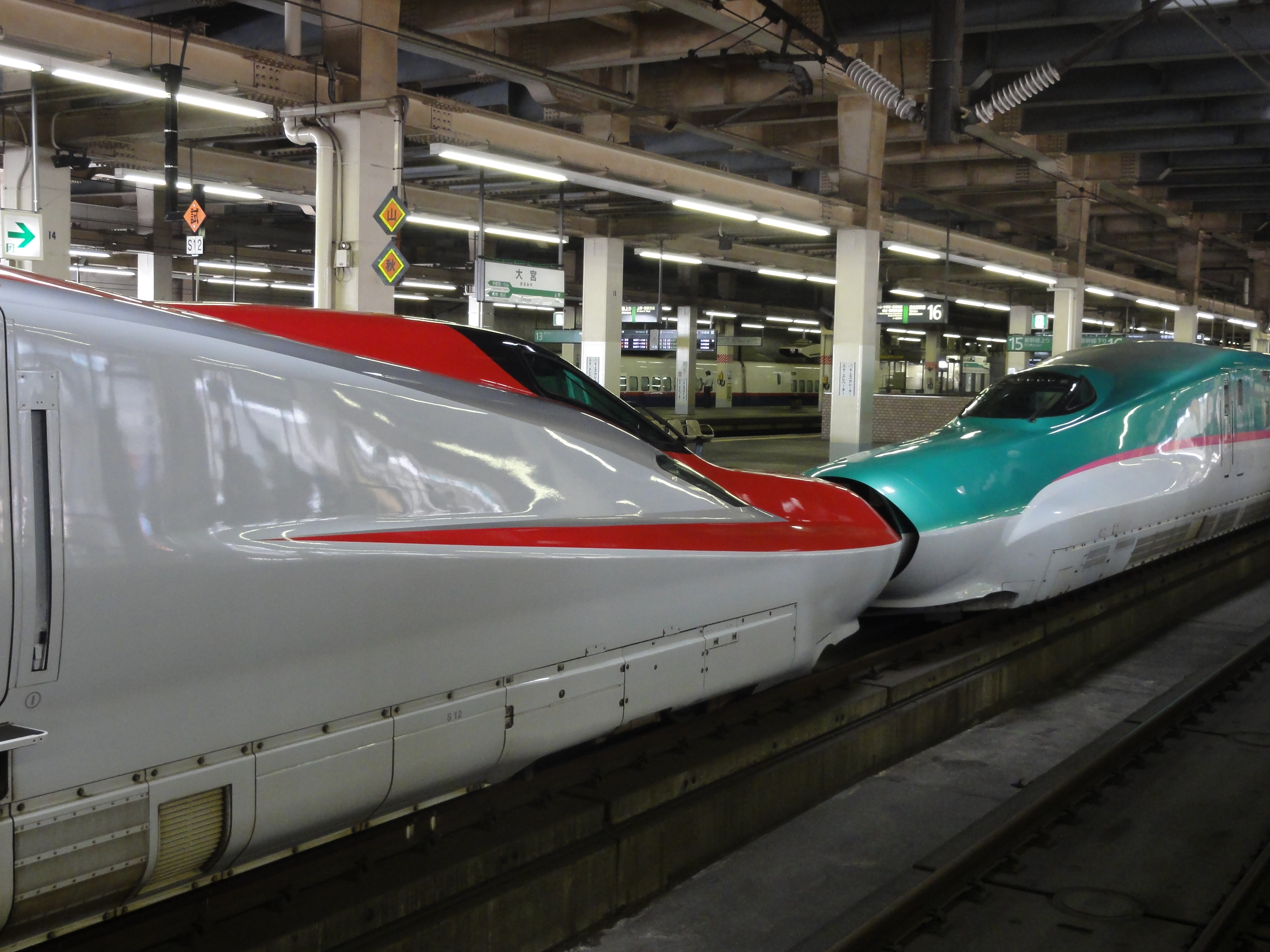
Un treno della serie E5 accoppiato con uno della serie E6.